# ده بنار يوسفي (سر أسياب يوسفي)
ده بنار یوسفي (بالفارسية: ده بنار یوسفی) هي قرية تقع في إيران في قسم سر أسياب يوسفي الريفي. يقدر عدد سكانها بـ 282 نسمة .